# Мина Ненадовић
Мина Ненадовић је српска филмска, телевизијска, гласовна и позоришна глумица. Она је ћерка глумачког пара Ненада и Снежане Ненадовић и сестра глумице Јане Ненадовић. Ради синхронизације играних и анимираних филмова и серија за студије Голд диги нет, Призор, Блу хаус, Басивити и Лаудворкс.

## Биографија
Рођена је у Београду, где је одрасла и школовала се. Она и њена сестра Јана, такође глумица која је глуму завршила на Академији уметности у Новом Саду, појавиле су се као девојчице у првој српској теленовели Јелена у којој је такође играо њихов отац. Мина уписује 2018. године глуму на Факултету драмских уметности у Београду у класи професора Срђана Карановића, те дипломира на истом факултету 2022. године.
Била је стипендисткиња фондације "Марко Живић" Београдског драмског позоришта, да би потом постала стална сарадница. Игра и у позоришту Бошко Буха, Позоришту на Теразијама и позоришту лутака Пинокио.

## Филмографија
| Год.       | Назив                                       | Улога               |
| ---------- | ------------------------------------------- | ------------------- |
| 2005.      | Јелена                                      | девојчица Катја     |
| 2006.      | А3 – Рокенрол узвраћа ударац                | девојчица на свадби |
| 2008—2009. | Мој рођак са села                           | Милица              |
| 2010.      | Ма није он такав                            | Гаврићева ћерка     |
| 2010.      | Гласови                                     | Ана                 |
| 2013.      | Пут ружама посут                            | Мара                |
| 2015.      | Мамурлуци                                   | Мирјана             |
| 2016.      | 2116                                        | плавуша             |
| 2017.      | Комшије                                     | Јована              |
| 2018.      | Стадо                                       | Мирјана             |
| 2019.      | Жигосани у рекету                           | Биљана              |
| 2019—2020. | Црвени месец                                | Татјана             |
| 2021.      | Радио Милева                                | Леа Јовановић       |
| 2021.      | Време зла                                   | Вера                |
| 2022.      | Игра судбине                                | Сабрина             |
| 2022-2023. | Од јутра до сутра                           | Петра Милић         |
| 2022.      | Игра                                        | Ива                 |
| 2023.      | Хероји Халијарда                            | Мила                |
| 2024.      | Док нас смрт не растави (студентски ситком) | Ема                 |

## Улоге у синхронизацијама
| Година     | Назив                         | Улога                        |
| ---------- | ----------------------------- | ---------------------------- |
| 2010-2014. | Анђелина Балерина (Лаудворкс) | Поли                         |
| 2010.      | Двориштванце (Лаудворкс)      | Нилка                        |
| 2013.      | Грозан ја 2                   | Марго Гру                    |
| 2014.      | Меда Педингтон                |                              |
| 2015.      | Макс и Руби                   | Валери                       |
| 2015-2016. | Ники, Рики, Дики и Дон        | Меј Валентајн (неке епизоде) |
| 2015-2017. | Харви Кљунић                  | Фи                           |
| 2015-2018. | Светлуцава и Сјајна           | Светлуцава                   |
| 2015-2020. | Хенри Опасност                | Шарлот Пејџ                  |
| 2016-2019. | Кућа Бука                     | Рони Ен Сантјаго             |
| 2017.      | Академија чаролија            | Сијена                       |
| 2017.      | Грозан ја 3                   | Марго Гру                    |
| 2017.      | Меда Педингтон 2              |                              |
| 2017.      | Смањен Божић                  | Ема                          |
| 2017.      | Штрумпфови: Скривено село     |                              |
| 2018.      | Мистерија породице Хантер     | додатни гласови              |
| 2018.      | Чета витезова                 | Сијара                       |